# سفارة روسيا في إيطاليا
سفارة روسيا في إيطاليا هي أرفع تمثيل دبلوماسي لدولة روسيا لدى إيطاليا. تقع السفارة في روما وهي تهدف لتعزيز المصالح الروسية في إيطاليا.

## وصلات خارجية
- الموقع الرسمي
- قائمة سفارات روسيا
- قائمة السفارات في إيطاليا